# ذاك الغجري
ذاك الغجري هي رواية للكاتب الإيطالي داريو فو الحائز على جائزة نوبل في الآداب للعام 1997، نُشرت بالعربية عام 2025،
وتُرجمت بواسطة فوزي عيسى. الرواية تستند إلى قصة حقيقية ومؤثرة عن الملاكم الألماني الغجري يوهان ترولمان، الذي لمع نجمه في ثلاثينيات القرن العشرين، لكنه واجه مصيرًا مأساويًا بسبب صعود الحزب النازي.

## أحداث الرواية
تدور أحداث رواية ذاك الغجري حول حياة الملاكم الألماني يوهان ترولمان، المنحدر من أصول غجرية، والذي لمع نجمه في ألمانيا خلال ثلاثينيات القرن العشرين بأسلوبه الفريد في الملاكمة القائم على الرشاقة والمراوغة. بعد فوزه بلقب البطولة الوطنية، واجه ترولمان رفضًا عنصريًا من السلطات النازية التي سعت إلى محو إنجازاته بسبب خلفيته العرقية. في تحدٍ رمزي، خاض إحدى مبارياته بشعر مصبوغ وبشرة مبيّضة، ساخرًا من معايير "النقاء الآري"، ما أدى إلى نفيه وسجنه لاحقًا في معسكرات الاعتقال. تسلط الرواية الضوء على التناقضات السياسية والاجتماعية في ألمانيا النازية، وتُعيد سرد القصة الحقيقية لترولمان بأسلوب درامي ساخر، يعكس التزام داريو فو بكشف الظلم التاريخي وتسليط الضوء على مقاومة الفرد في وجه القمع المؤسسي.

## شخصيات الرواية
- يوهان ترولمان ملاكم ألماني من أصول غجرية (سينتي)، يُعرف بأسلوبه الفريد في الملاكمة الذي يعتمد على الرشاقة والمراوغة بدلًا من القوة.يُجسّد شخصية مقاومة، إذ يواجه العنصرية والاضطهاد من النظام النازي الذي يسعى إلى محو هويته.
- مسؤولون نازيون يمثلون السلطة القمعية.
- مدربون ومنافسون في عالم الملاكمة.
- أفراد من المجتمع الغجري الذين يُظهرون التضامن أو المعاناة المشتركة.

## أسلوب الرواية
تُكتب رواية ذاك الغجري بأسلوب سردي يجمع بين الواقعية التاريخية والدراما الرمزية، حيث يستند الكاتب إلى أحداث حقيقية ليُعيد تشكيلها ضمن قالب أدبي يُبرز التوترات السياسية والاجتماعية في ألمانيا النازية. يعتمد الأسلوب على السخرية السوداء والنقد غير المباشر للسلطة، وهو ما يُميز أعمال داريو فو، إذ يُوظّف تقنيات المسرح الملحمي والحوار الداخلي لإبراز الصراع النفسي والهوية المهددة. كما تتخلل الرواية مشاهد وصفية دقيقة تُبرز تفاصيل حياة البطل، وتُعزز من الطابع التوثيقي للعمل، مما يمنح القارئ تجربة تجمع بين التثقيف والتأمل في قضايا العنصرية والمقاومة الفردية.